# Ficus adhatodifolia
Ficus adhatodifolia är en mullbärsväxtart som beskrevs av Heinrich Wilhelm Schott och Spreng.. Ficus adhatodifolia ingår i släktet fikonsläktet, och familjen mullbärsväxter. Inga underarter finns listade i Catalogue of Life.